# Linchuan
Der Stadtbezirk Linchuan (chinesisch 临川区, Pinyin Línchuān Qū) ist ein  Stadtbezirk in der chinesischen Provinz Jiangxi. Er gehört zum Verwaltungsgebiet der bezirksfreien Stadt Fuzhou. Der  Stadtbezirk hat eine Fläche von 2.121 Quadratkilometern und zählt 1.089.888 Einwohner (Stand: Zensus 2010). Er ist Zentrum und Regierungssitz von Fuzhou.

## Administrative Gliederung
Auf Gemeindeebene setzt sich der  Stadtbezirk aus sieben Straßenvierteln, achtzehn Großgemeinden und neun Gemeinden zusammen. 